# Noc Nenufarów

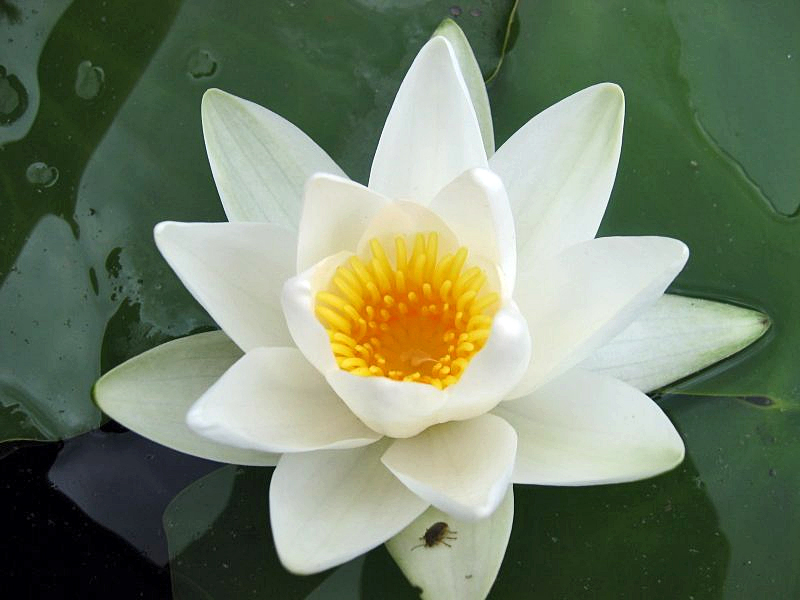
Symbol Nocy Nenufarów

Noc Nenurafów – w pierwszej dekadzie XXI wieku była to największa impreza gminy Lubrza, odbywająca się w Lubrzy. Po raz pierwszy impreza odbyła się pod koniec lat 70. XX wieku. Począwszy od 1997 r. Noc Nenufarów odbywa się cyklicznie w trzecią sobotę lipca. Przed 1997 r. impreza miała charakter okazjonalny – organizowana była co kilka lat.
Nazwa Noc Nenufarów wzięła się od grzybienia białego potocznie zwanego właśnie Nenufarem, który masowo kwitnie na pobliskich jeziorach Goszcza oraz Lubie.

## Wyróżnienia
- Tytuł: Gospodarczo-Samorządowy HIT Roku 2003 Ziemi Lubuskiej[5][6]
- Certyfikat: Turystyczny Produkt Roku 2004[7][8]

## Koncerty
Noc Nenufarów jest to połączenie festynu i widowiska nad brzegiem jeziora Goszcza (w latach 2009–2010 impreza odbywała się nad jeziorem Lubie) – opisującego legendę Lubrzany i Sławoja o powstaniu Lubrzy, pokazów pirotechnicznych oraz występu gwiazdy krajowego formatu.  Imprezę uświetniły koncerty m.in.:
- 15 lipca 2000 r. – Krzysztof Krawczyk
- 21 lipca 2001 r. – Bad Boys Blue
- 13 lipca 2002 r. – Maryla Rodowicz[9]
- 19 lipca 2003 r. – Stachursky[10]
- 17 lipca 2004 r. – Czerwone Gitary[11]
- 16 lipca 2005 r. – Urszula[12]
- 15 lipca 2006 r. – Łzy[13]
- 21 lipca 2007 r. – Blue Café[14][15]
  - Kabaret Made in China
  - Sławomir Piestrzeniewicz
- 19 lipca 2008 r. – Maciej Maleńczuk[16]
- 11 lipca 2009 r. – Ich Troje[16]
- 17 lipca 2010 r. – Myslovitz[17]
- 16 lipca 2011 r. – Nefre
- 14 lipca 2012 r. – Bayer Full
- 20 lipca 2013 r. – Toples
- 19 lipca 2014 r. – Top One
- 18 lipca 2015 r. – Milano
- 15 lipca 2017 r. – Tabu oraz Papa D[18]
- 21 lipca 2018 r. – Felicjan Andrzejczak[19]
- 20 lipca 2019 r. – Golden Life[20]
- 2020–2022 – impreza odwołana z powodu Covid-19[21]
- 15 lipca 2023 r. – Danzel[22]
- 20 lipca 2024 r. – Mesajah[23]
- 19 lipca 2025 r. – Redlin[24]

Na początku XXI wieku corocznie w dniu imprezy, do Lubrzy zjeżdżało około 10 000 osób (przy nieco ponad tysiącu mieszkańców miejscowości) z całego województwa lubuskiego, z tego względu Noc Nenufarów była często określana mianem turystycznej wizytówki Lubrzy.